# Амбарцумян Віктор Амазаспович
Віктор Амазаспович Амбарцумя́н (вірм. Վիկտոր Համբարձումյան; 5 (18) вересня 1908, Тбілісі — 12 серпня 1996) — вірменський радянський астрофізик, Національний Герой Вірменії.

## Біографічні відомості
1928 року закінчив Ленінградський університет. Ще в студентські роки опублікував 16 праць з астрономії. Потім навчався в аспірантурі Пулковської обсерваторії під керівництвом Білопольського. З 1931 року працював у Ленінградському університеті (з 1934 року — професор). У 1939—1941 — директор обсерваторії Ленінградського університету. 1943 року переїхав до Єревана.
Академік АН СРСР (з 1953, член-кореспондент з 1939), академік (з 1943) та президент (з 1947) АН Вірменської РСР, засновник та директор Бюраканської астрофізичної обсерваторії (1946).
Депутат Верховної Ради СРСР 3—5-го скликань.

## Науковий доробок
Праці Амбарцумяна охоплюють багато галузей астрономії. Зокрема йому належать важливі дослідження в галузі фізики зір та газових туманностей, механіки та зоряних систем, позагалактичної астрономії. Він детально розробив метод досліджень перенесення випромінювання зір через газові туманності, оцінив значення променевого тиску у туманностях. Надав чітке математичне пояснення процесів, що відбуваються у газових туманностях під час переробки ультрафіолетового випромінювання. Запропонував метод визначення електронних температур туманностей за відношенням інтенсивностей заборонених ліній, що широко застосовується у сучасній астрономії. Розробив основи теорії іонізації в оболонках нових та наднових зір.
В 1941—43 розробив нову теорію поглинання світла в каламутних середовищах (Сталінська премія, 1946). Відкрив і вивчив зоряні асоціації (Сталінська премія, 1950).
Під керівництвом Амбарцумяна в Бюраканській обсерваторії виконано важливі дослідження з позагалактичної астрономії.

## Відзнаки і нагороди
Почесний член Національною АН США (1959), Лондонського королівського товариства (1969), низки інших академій наук і наукових товариств, віце-президент (1948—1955) і президент (1961—1964) Міжнародного астрономічного союзу, президент Міжнародної ради наукових союзів (1968—1970, 1970—1972).
Двічі Герой Соціалістичної Праці (1968, 1978). 4 ордени Леніна, Орден Жовтневої революції, Орден Трудового Червоного Прапора, Орден «Знак Пошани», Орден Кирила і Мефодія 1 ступеня (НРБ).
Державні премії СРСР (1946, 1950).
Золота медаль ім. М. В. Ломоносова АН СРСР (1971), Золоті медалі Лондонського королівського астрономічного товариства (1960) і Словацькою АН, медалі ім. П. Ж. С. Жансена Французького астрономічного товариства (1956), медаль Кетрін Брюс Тихоокеанського астрономічного товариства (1959), ім. Р. Л. Ф. Гельмгольца Німецької АН в Берліні (1971).
Почесний громадянин Тбілісі (1982).
2009 року на честь вченого заснована Міжнародна наукова премія імені Віктора Амбарцумяна президента Вірменії.